# Randall Stephenson

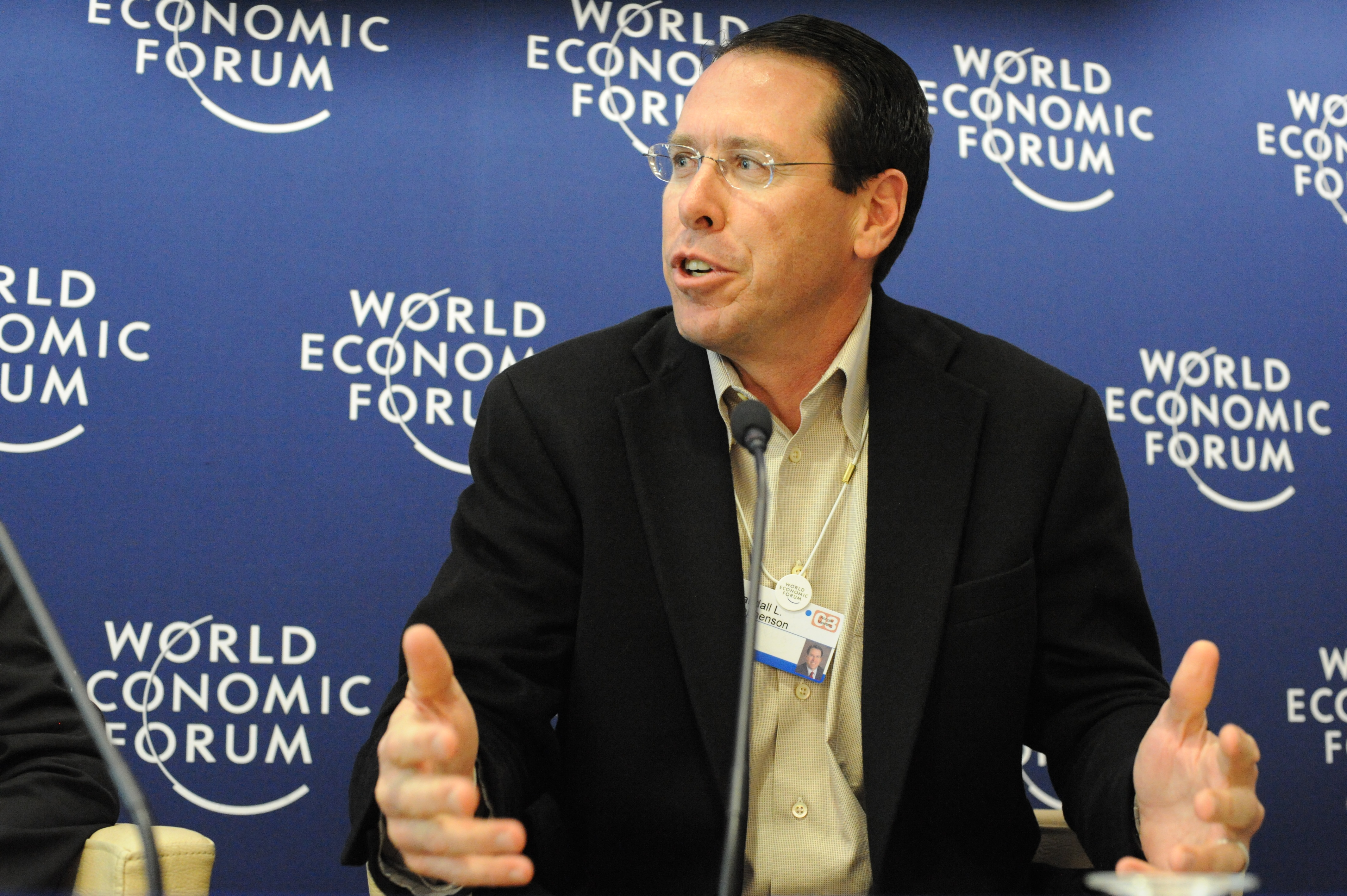
Stephenson 2008 beim World Economic Forum.

Randall Lynn Stephenson, Jr. (* 22. April 1960 in Oklahoma City, USA) war CEO des amerikanischen Unternehmens AT&T.

## Werdegang
Stephenson hat einen Bachelor of Science von der University of Central Oklahoma und einen MBA von der University of Oklahoma. 1982 begann er seine berufliche Karriere mit dem Eintritt bei der Firma Southwestern Bell Telephone, einem der im Rahmen eines Kartellverfahrens durch AT&T ausgegliederten Telefonanbieter. In den späten 1980ern und frühen 1990ern hatte er dann verschiedene Führungspositionen im Bereich Finanzen inne. Im Juli 2001 wurde er dann bei SBC Communications Finanzchef, wo es ihm gelang die jährlichen Verluste von fast 30 Mrd. Dollar bis 2004 auf eine fast ausgewogene Bilanz zu reduzieren. 2003 und 2004 war er CEO des 2007 von AT&T Wireless übernommenen Mobilfunkunternehmens Cingular Wireless. Ab April 2004 war er Chief Operating Officer bei SBC. Auch nach der Übernahme SBC's durch AT&T blieb er COO, zuständig für das Mobilfunkgeschäft. 2007 löste er dann Edward Whitacre als CEO bei AT&T ab.
Im Dezember 2004 hatte George W. Bush verkündet, dass er Stephenson in das National Security Telecommunications Advisory Committee berufen wolle.
2017 wurde Stephenson in die American Academy of Arts and Sciences gewählt.
Im April 2020 gab Stephenson bekannt, sein Amt als CEO zum 1. Juli 2020 niederzulegen. Er blieb allerdings noch bis Januar 2021 Vorsitzender des dem Vorstand übergeordneten Verwaltungsrats.